# Hans Ubb
Hans Ubb (Wobbe) var en utländsk stenhuggare verksam vid slottet Tre Kronor i Stockholm på 1620-talet. 
Ubb var en av de hantverksmästare som värvades av Kasper Panten värvade under en resa till Nederländerna 1624. Tillsammans med sina gesäller arbetade han under Aris Claeszons konstnärliga ledning med dekorativt stenhuggeri på Stockholms slott. Han ansvarade 1626 för slottets dekorativa stenhuggeri vid ombyggnaden av slottets sydöstra delar.  